# Funtana
Funtana (en italien, Fontane) est un village et une municipalité située en Istrie, dans le comitat d'Istrie, en Croatie. Au recensement de 2001, la municipalité comptait 831 habitants.

## Localités
La municipalité de Funtana compte une seule localités, Funtana.